# Vattlaven
Vattlaven är en sjö i Rättviks kommun i Dalarna och ingår i Dalälvens huvudavrinningsområde.